# Dawn Patrol (película)
Dawn Patrol es una película estadounidense de suspense de 2014 dirigida por Daniel Petrie Jr. y escrita por Rachel Long y Brian Pittman. La película está protagonizada por Scott Eastwood, Rita Wilson, Kim Matula, Chris Brochu, Julie Carmen y Jeff Fahey. La película se estrenó el 5 de junio de 2015, por Alchemy.

## Argumento
La historia se centra en dos hermanos surfistas, miembros de una comunidad donde los dramas abundan, que cuando uno de ellos es asesinado el otro busca esclarecer lo sucedido y vengarse del autor del crimen.

## Reparto
- Scott Eastwood como John.
- Rita Wilson como Shelia.
- Kim Matula como Donna.
- Chris Brochu como Ben.
- Julie Carmen como Laura Rivera.
- Jeff Fahey como Trick.
- Gabriel De Santi como Miguel.
- James C. Burns como Kevie.
- Dendrie Taylor como Vicki.
- Matt Meola como Gary.
- Millas Elliot como Cecil.
- Frankie Stone como Jeanette.
- Daz Crawford como Charles.
- Sean O'Bryan como Mace.
- Sewell Whitney como Mayordomo.
- Archer Moller como Ben Jr.
- David James Elliott como Jim.
- Sally Greenland como Michelle.
- Paul Zies como Dingy.
- Mauricio Mendoza como Detective Campana.

## Estreno
La película se estrenó en el Festival de Cine de Austin el 25 de octubre de 2014. La película se estrenó el 5 de junio de 2015, por Alchemy.